# Port lotniczy Lan Yu
Port lotniczy Lan Yu (IATA: KYD, ICAO: RCLY) – port lotniczy położony na wyspie Lan Yu na Tajwanie. Obsługuje wyłącznie połączenia krajowe.

## Linie lotnicze i połączenia
- Daily Air (Taidong)